# Байцзе

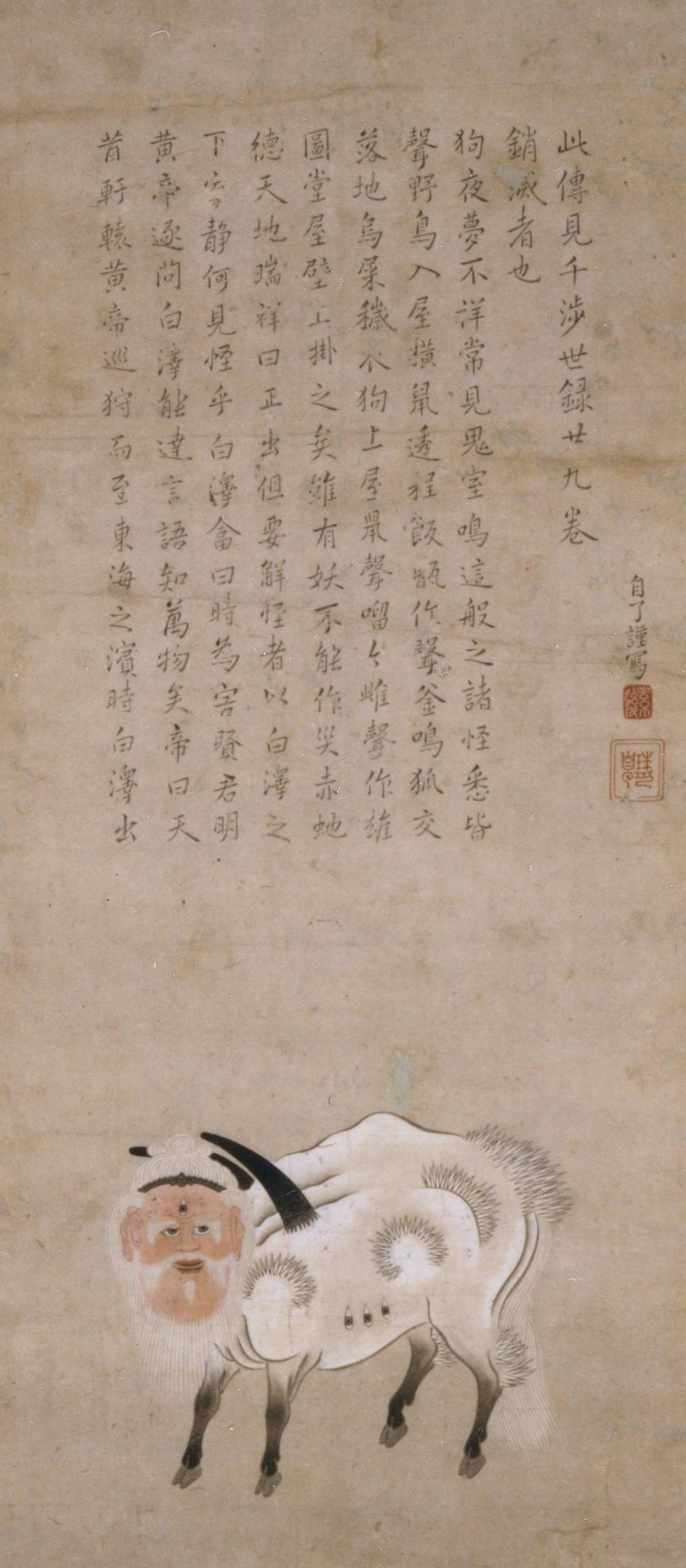
«Портрет священного звіра Байцзе», виконаний Гусукумою Сейхо, Рюкю, XVII ст.

Байцзе́ (кит. трад. 白 澤, спр. 白 泽, піньїнь: Baí Zé) або Хакута́ку (яп. 白 沢) — істота в китайській і японській міфології, білий бик або лев з обличчям людини та додатковими рогами й очима на спині, здатний говорити людською мовою та розповідати таємниці. Ім'я істоти буквально означає «біле болото». Зображення Байцзе використовувалися як обереги.

## Образ і заняття

### В китайській міфології
Зазвичай Байцзе описується схожим на бика з людським обличчям. Байцзе дуже розумний, знає суть «десяти тисяч речей» і здатний розмовляти, може попереджати про майбутні лиха. Також згадується, що нагадує лева і має додаткові очі й роги на обличчі або спині.
За повір'ям, Байцзе живе на східному узбережжі Китаю, а з'являється тоді, коли правитель гідно виконує свої обов'язки. З V століття відомий переказ по зустріч першого імператора Хуан-ді з Байцзе на березі моря біля гори Хеньшань. Байцзе розповів Хуан-ді про 11520 різновидів нечистої сили, що живе в горах, лісах, річках і озерах Піднебесної імперії, та як з нею боротися. Імператору стало прикро, що він не знав цього, тому він наказав створити зображення всіх 11520 чудовиськ, духів, перевертнів і драконів на карті, та зробити підписи для кожного.
Записи про нечисту силу, нібито отримані він Байцзе, дійсно існували за династії Сун. Їхні фрагменти лишилися в багатьох інших зразках літератури. Зображення Байзце використовувалися в середньовічному Китаї як обереги від злих сил.

### В японській міфології
В Японії ця істота відома як Кутабе і Хакутаку. В місцевій інтерпретації легенди про зустріч Хуан-ді з цим звіром, Хакутаку розповів про 11520 видів йокаїв. Легенди стверджують, що Хакутаку можна було побачити на горі Татеяма. В період Едо Хакутаку з'явився людям і попередив їх про майбутню епідемію. Звір порадив як врятуватися від хвороби — вціліють ті, хто повістить удома його зображення. З того часу Хакутаку шанується як захисник і покровитель медицини.
Хакутаку вважається спорідненим з такими істотами-захисниками, як кірин, комайну та фенікс. Зображенням Хакутаку приписувалася здатність поглинати все зло в будинку та захищати мандрівників під час подорожі. Образ Хакутаку здобув популярність в мистецтві в середині — наприкінці сьоґунату Едо.

## У сучасній культурі
На образі Байцзе засновано покемона абсола. У відеогрі The Last Remnant ім'я Байцзе носить один з ворогів-драконів.
У франшизі «Touhou» Камеширісава Кейне — це хакутаку в подобі жінки, захисниця людей від йокаїв, а також шкільна вчителька.
Байцзе — ворог-бос у франшизі «Shin Megami Tensei», за виглядом більше схожий на єдинорога.